# 平河镇
平河镇，是中华人民共和国云南省红河哈尼族彝族自治州绿春县下辖的一个乡镇级行政单位。
2015年10月27日，云南省人民政府批复同意撤销平河乡，设立平河镇。

## 行政区划
平河镇下辖以下地区：
平东社区、平河村、折东村、新寨村、东哈村、车里村、东斯村、大头村、东批村、东角村、咪霞村和略马村。